# Лёгкая атлетика на летних Олимпийских играх 1896 — прыжки в длину
Соревнования по прыжкам в длину среди мужчин на летних Олимпийских играх 1896 прошли 7 апреля. Приняли участие девять спортсменов из пяти стран.

## Призёры
| Золото           | Серебро            | Бронза             |
| Эллери Кларк США | Роберт Гарретт США | Джеймс Конноли США |

## Соревнование
| Место | Спортсмен                       | Результат  |
| ----- | ------------------------------- | ---------- |
| 1     | Эллери Кларк (USA)              | 6,35 м OR  |
| 2     | Роберт Гарретт (USA)            | 6,00 м     |
| 3     | Джеймс Конноли (USA)            | 5,84 м     |
| 4     | Александрос Халкокондилис (GRE) | 5,74 м     |
| 5-9   | Альфонс Гризель (FRA)           | Неизвестен |
| 5-9   | Атанасиос Скалцогианнис (GRE)   | Неизвестен |
| 5-9   | Генрик Сьоберг (SWE)            | Неизвестен |
| 5-9   | Александр Тюффери (FRA)         | Неизвестен |
| 5-9   | Карл Шуман (GER)                | Неизвестен |